# 守一雄
守 一雄（もり かずお、1951年 - ）は、日本の心理学者。東京農工大学名誉教授。松本大学教育学部教授。認知心理学を専門とする。

## 来歴
埼玉県生まれ。1974年東京教育大学教育学部を卒業。1982年筑波大学大学院博士課程修了。教育学博士。信州大学教育学部教授、東京農工大学大学院教授（2007年4月～2017年3月）を経て、松本大学教育学部教授。森まりもというペンネームで絵本『チビクロさんぽ』『チビクロひるね』『チビクロこころ』を出版している。共同研究者と共に活動をしている。